# Почасни грађани Београда
Звање почасног грађанина Београда уведено је 19. јула 1954. године. Иако су Јосип Броз Тито и Пеко Дапчевић, проглашени још 1945, односно 1947. године. Звање је додељивано све до 1985. године и то углавном високим страним државницима, који су били у посети СФР Југославији. Звање почасног грађанина поново је уведено 2006. године.
До сада су за почасне грађане Београда проглашени:
1. Пеко Дапчевић, генерал-пуковник ЈНА и народни херој - 20. октобра 1945. године
2. Јосип Броз Тито, председник СФРЈ и СКЈ - 25. маја 1947. године
3. Фјодор Толбухин, совјетски маршал, Херој Совјетског Савеза, Херој Народне Републике Бугарске и народни херој Југославије - 25. маја 1947. године
4. Владимир Жданов генерал-пуковник Црвене армије, Херој Совјетског Савеза и народни херој Југославије. - 25. маја 1947. године
5. Хајле Селасије, цар Етиопије - 22. јула 1954. године
6. Џавахарлал Нехру, премијер Индије - 24. јула 1955. године
7. Гамал Абдел Насер, председник Египта - 23. јула 1956. године
8. Нородом Сиханук, краљ Камбоџе - 20.септембра 1959. године
9. Леонид Брежњев, председник Президијума Врховног совјета СССР-а - 20.септембра 1962. године
10. Ахмед Бен Бела, председник НДР Алжира - 6. марта 1964. године
11. Хабиб Бургиба, председник Туниса - 31. марта 1965. године
12. Лал Бахадур Шастри, други премијер Индије - 18. јула 1965. године
13. Едвард Кардељ, друштвено-политички радник СФРЈ и народни херој - 24. јануара 1970. године
14. Кенет Каунда, председник Замбије - 6. маја 1970. године
15. Елизабета II, краљица Уједињеног Краљевства - 17. октобра 1972. године[5][6]
16. Едвард Гјерек, председник Уједињене радничке партије Пољске - 8. маја 1973. године
17. Николаје Чаушеску, председник НР Румуније и генерални секретар ЦК КП Румуније - 19. септембра 1976. године
18. Хуа Гуофенг, премијер НР Кине и генерални секретар ЦК КП Кине - 22. августа 1978. године
19. Џабир ел Ахмед ел Сабах, кувајтски емир - 17. септембра 1981. године
20. Франсоа Митеран, председник Француске - 16. децембра 1983. године
21. Ким Ил Сунг, председник ДНР Кореје - 19. јуна 1984. године
22. Ли Сјенњен, председник НР Кине - 4. септембра 1984. године
23. Мигел де ла Мадрид, председник Мексика - 26. јануара 1985. године
24. Џулијус Њерере, председник Танзаније - 15. марта 1985. године
25. Нелсон Мандела, председник Јужноафричке Републике - 15. маја 2007. године[7]
26. Мигел Анхел Моратинос, министар спољних послова Шпаније - 6. октобра 2009. године[8]
27. Тадаши Нагаи, амбасадор Јапана у Србији - 7. јуна 2010. године[9]
28. Ли Кећанг, премијер Кине - 18. децембра 2014
29. Никита Михалков, руски редитељ - 17. априла 2015[10]
30. Петер Хандке, аустријски писац - 21. маја 2015
31. Торвалд Столтенберг, норвешки политичар - 1. октобра 2015
32. Арне Санес Бјернстад, амбасадор Норвешке у Србији - 6. децембра 2016[11]